# Arena do Grêmio
A Arena do Grêmio é um estádio de futebol localizado no bairro Farrapos, Porto Alegre, Rio Grande do Sul. Sua capacidade oficial é para  55.662 lugares, sendo o 7º maior estádio do Brasil. No Sisbrace, sistema de avaliação de estádios de futebol do Ministério do Esporte do Brasil, a Arena do Grêmio recebeu classificação máxima em todos os aspectos. No mesmo ano da inauguração, foi eleito o "Estádio do Ano", pelo site "StadiumDB", ficando a frente de outras arenas como o Estádio Nacional de Varsóvia.
A Arena do Grêmio foi inaugurada oficialmente em 8 de dezembro de 2012, com uma cerimônia que contou com a presença do grupo americano Blue Man Group, e um jogo amistoso entre o Grêmio e o Hamburgo, que terminou com o placar de 2–1 para o Grêmio. Mesmo sendo um dos estádios mais modernos do Brasil, não foi relacionado como sede da Copa do Mundo FIFA de 2014, realizada no país, mas em 2019 a Arena do Grêmio foi selecionada como uma das sedes da Copa América de 2019 onde foram realizadas cinco partidas, entre elas a semifinal entre Chile e Peru, que terminou em 3–0 a favor dos peruanos.

## História

### Contexto

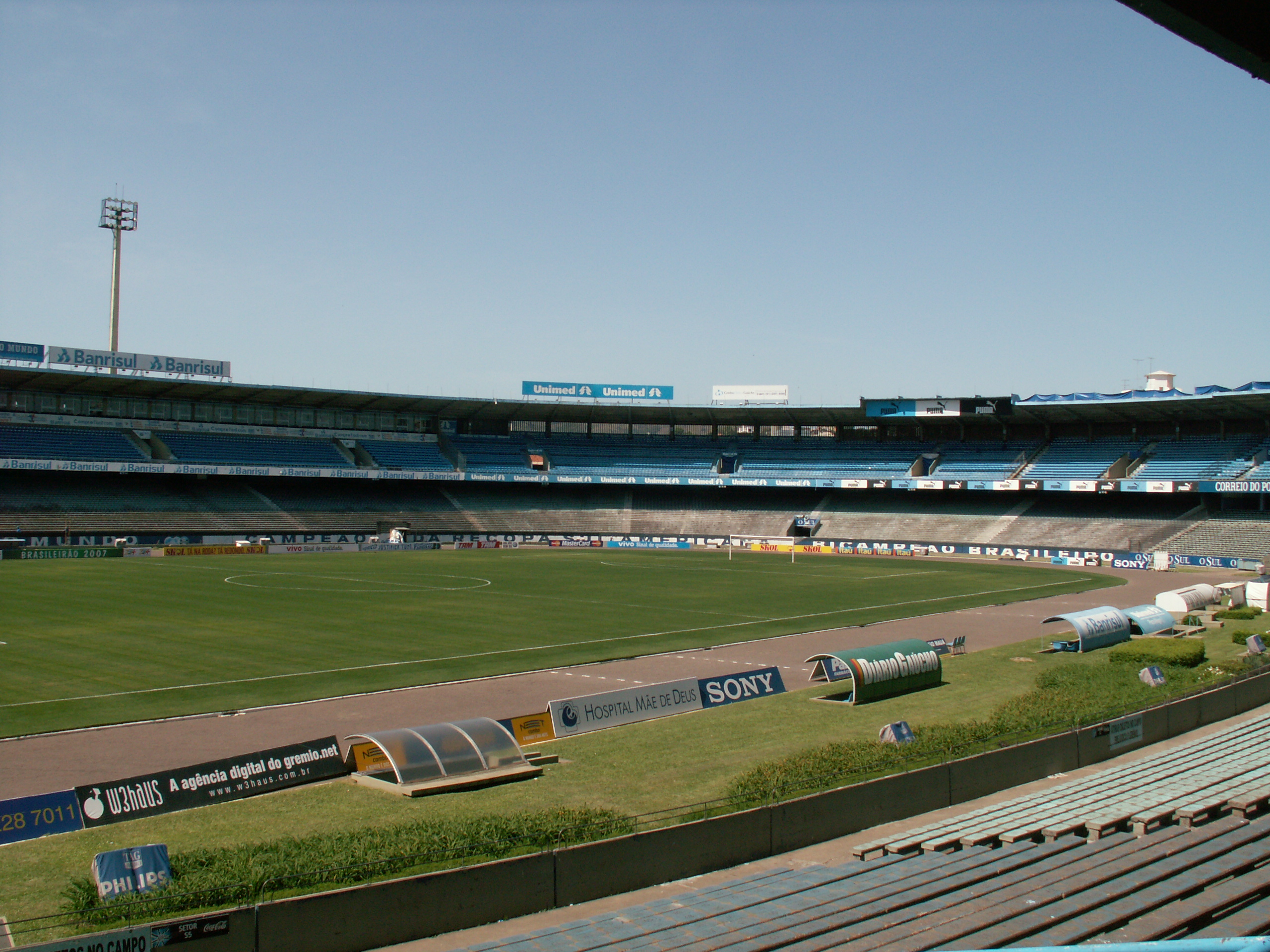
Estádio Olímpico Monumental, antiga sede do Grêmio.

Em meados da década de 2000, os dirigentes do Grêmio começaram a analisar propostas para a construção de um novo estádio para sediar as partidas do clube. Em 2006, a proposta começou a ganhar forma, quando foram iniciados os estudos de viabilidade. O clube tinha como objetivo a construção de uma arena autossustentável, ao contrário do atual Estádio Olímpico Monumental, que já não cumpria os padrões da FIFA para estádios de futebol. Em maio do mesmo ano, foi formulado o plano diretor patrimonial do clube, que encaminhou o projeto.
A partir daí, iniciou-se uma discussão a respeito do local da construção, inicialmente definido para a área em que ocupava o Estádio Olímpico. Em novembro de 2006, para tentar resolver esta pendência, foi feito um estudo de viabilidade para a construção de um novo estádio, com a empresa holandesa Amsterdam Advisory Arena. A conclusão foi de que o estádio Olímpico não atenderia às expectativas do clube, devido ao tempo de vida da construção, alto custo de manutenção, baixo padrão de conforto, serviços de baixa qualidade, segurança deficiente, estacionamento insuficiente e região altamente habitada. Esse conjunto de fatores levou o clube a optar pela construção de uma arena, com a ajuda financeira de parceiros, com o padrão exigido pela Federação Internacional de Futebol.

### Processo para a construção
Em 2007, uma carta para interessados foi divulgada, visando atrair empresas para o projeto. Como únicos interessados com propostas analisadas pela direção estavam as construtoras OAS e Odebrecht (atual Novonor). A primeira propunha um consórcio com a TBZ, administradora de estádios, com 65% da renda do estádio indo para o Grêmio e 35% para o consórcio, durante vinte anos.
A segunda previa que metade os lucros iriam para cada lado. Em março de 2008, a proposta da OAS foi a escolhida; a construtora rompera a parceria com a TBZ algum tempo antes.
As garantias para a construção seriam dadas pelo banco Efisa, o que depois foi mudado para o Banco Santander. Para a construção da Arena do Grêmio, a OAS ainda contaria com quatro parceiros, excluindo a TBZ, que acabou falindo: Veirano Advogados, Banco Santander, Plarq Arquitetura e Gismarket. Em 18 de dezembro de 2008, a OAS assinou contrato com o Grêmio para a construção da arena.
Com vista da impossibilidade de se construir um local atrativo financeiramente na área do estádio Olímpico, um terreno no bairro Humaitá, em Porto Alegre, foi escolhido como o local para se erguer a Arena. Em 17 de dezembro de 2008, foi aprovado no Conselho Deliberativo do Grêmio o contrato com a OAS e formalmente o processo se iniciou.
Para poder continuar com  o projeto, foi criada uma comissão especial, a Grêmio Empreendimentos. Ela foi formada originalmente por sete conselheiros do clube, Adalberto Preis (presidente da comissão), Paulo Odone, Alexandre Grendene, Teodoro Pedroti, Saul Berdichevski, Mauro Knijinik e Pedro Ruas; em setembro de 2010, os integrantes eram Adalberto Preis, Evandro Krebs, Geraldo Nogueira da Gama, Mauro Knijnik, Pedro Ruas, Saul Berdichevski e Teodoro Pedrotti.
Apenas em 24 de agosto de 2010 ela foi reconhecida como empresa pela Junta Comercial do Rio Grande do Sul, passando a existir de direito. Ela visa regulamentar e continuar o processo já iniciado. Entretanto, Paulo Odone se retirou do grupo, em fevereiro de 2009, dizendo que tinha "sido saído" e que "eles (outros membros da GE) tomaram conta e deram o golpe". Segundo Odone, enquanto ainda era presidente do clube, “A Arena será o melhor estádio do mundo”, já que supera os padrões FIFA e UEFA cinco estrelas.
O projeto foi aprovado em 29 de dezembro de 2008 na Câmara de Vereadores de Porto Alegre para se adequar ao plano diretor da cidade. Em outubro de 2009, a área da Arena, comprada por 50 milhões de reais, foi demarcada. A construção, contudo, só começará após a liberação da prefeitura municipal.
Segundo Adalberto Preis, presidente da Grêmio Empreendimentos, o financiamento da Arena será feito com 55% de capital da OAS e 45% financiado, com pagamento previsto para sete anos. Uma empresa gestora, cuja principal acionista será o Grêmio, cuidará das receitas geradas pela Arena (exceto as advindas das placas de publicidade)durante o pagamento do financiamento; a OAS, que terá a menor parte, terá co-gestão dela.[carece de fontes?]
Durante os sete anos do financiamento, o clube receberá oito milhões de reais reajustados ao ano. Após os sete anos, o clube receberá dezesseis milhões de reais por ano. Ainda conforme Preis, todo o resto da movimentação financeira terá o comando do Grêmio.
Os sócios patrimoniais continuarão com o direito de assistir aos jogos na Arena, nos moldes do que é realizado no estádio Olímpico, conforme informações do jornal Zero Hora de setembro de 2010. Contudo, o repórter Diogo Olivier, divulgara em dezembro de 2009 que os associados, a princípio, teriam de pagar ingresso como todos os outros torcedores, além da mensalidade cobrada.
Contudo, Adalberto Preis afirmou que "Hoje em dia o sócio paga a entrada com a mensalidade, entra no borderô todo o torcedor que entra no Olímpico, e o Grêmio paga essa entrada. Por que na Arena não pode continuar assim? O clube aqui paga para ele mesmo, lá o clube será compensado pelo que receberá da empresa gestora. Essa é uma questão de articulação, de equilíbrio, que a direção terá que buscar na sua política dos sócios, essa é uma decisão dos órgãos do clube".
Conforme Adalberto Preis, até agosto de 2010 faltava apenas a licença de instalação da prefeitura municipal para que a obra se iniciasse. O presidente da Grêmio Empreendimentos estimou que a obra começaria naquele mesmo mês. Preis também contrapôs o secretário extraordinário da Copa do Rio Grande do Sul, dizendo que a Arena não estaria "entregue às traças".
Mesmo com a previsão de Preis, a lançamento oficial das obras do novo estádio só ocorreu em 20 de setembro. Nesse dia, uma carreata foi realizada, do estádio Olímpico até o terreno da arena.

### Início das obras
Em outubro de 2009, tapumes foram instalados para cercar a região. Em 13 de maio de 2010, um mastro com uma bandeira do Grêmio havia sido inaugurado no terreno.
O lançamento oficial das obras ocorreu em 20 de setembro de 2010, após uma carreata saída do estádio Olímpico. No mesmo dia, na cerimônia de início da construção, Hugo de León plantou um pedaço de grama do estádio Olímpico no terreno da Arena, após aterrissar em um helicóptero. Posteriormente, o ex-futebolista representou simbolicamente os trabalhos ao apertar o botão de uma máquina e ligá-la.

### Aditivo
Em reunião realizada em 29 de agosto de 2011, o Conselho Deliberativo do Grêmio aprovou um aditivo ao contrato de construção da nova Arena do Grêmio , celebrado entre o clube e a empresa OAS. Mais de 200 conselheiros participaram do encontro onde se acordou a ampliação dos lugares da Arena, que passaria de 54 mil para 60,5 mil de capacidade, sendo acrescidos mais R$ 65 milhões a obra, provenientes da receita na comercialização de ingressos nos primeiros sete anos de fundação do estádio.[carece de fontes?]

### Obras do entorno
Em 2009, a OAS apresentou à Prefeitura de Porto Alegre um estudo de impacto ambiental da futura construção da Arena. A empreiteira responsabilizou-se pela maior parte das obras do entorno do estádio. Entretanto, em 2012, num termo de compromisso entre as duas instituições, parte das obras foi ignorada e outra parte foi delegada indevidamente à prefeitura. Em 2013, o Ministério Público entrou com ação para pedir anulação do acordo. Posteriormente, em fevereiro de 2014, o Tribunal de Contas do Estado determinou a suspensão de repasses de verbas públicas para obras no entorno da Arena.
O município investiu um total de R$ 9,7 milhões nessas obras e o ônus do restante das obras previstas é de 160 milhões de reais. O secretário de gestão pública, Urbano Schmitt, afirmou que a verba investida tem origem federal e que, se não fosse utilizada, voltaria à União. Segundo ele, a OAS não pode ser responsabilizada pelos custos, pois não sabia, em 2009, que o viaduto da RS-448 seria construído, argumento contestado pelo TCE.

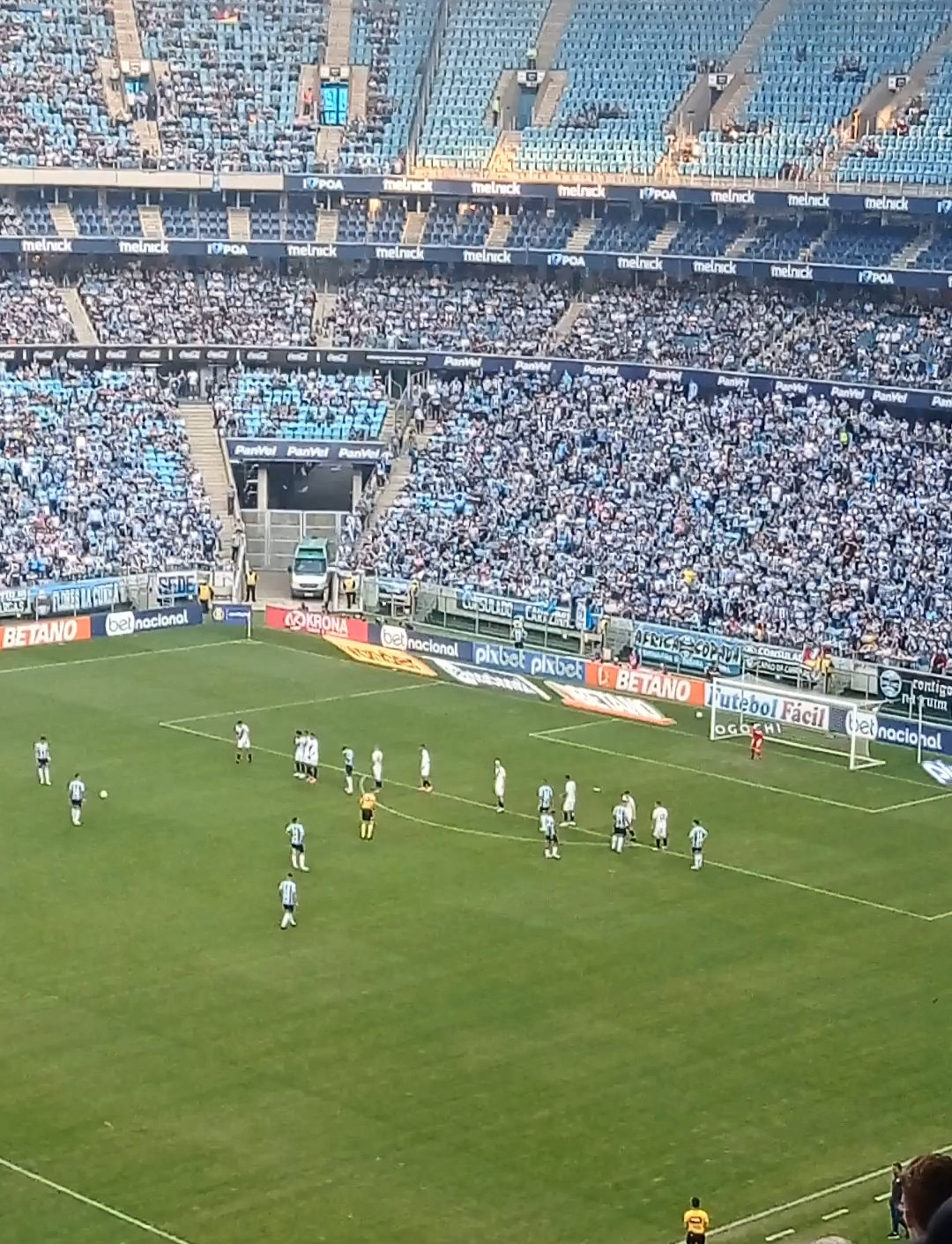
Grêmio x Ponte Preta pela Série B de 2022

### Benefícios e incentivos

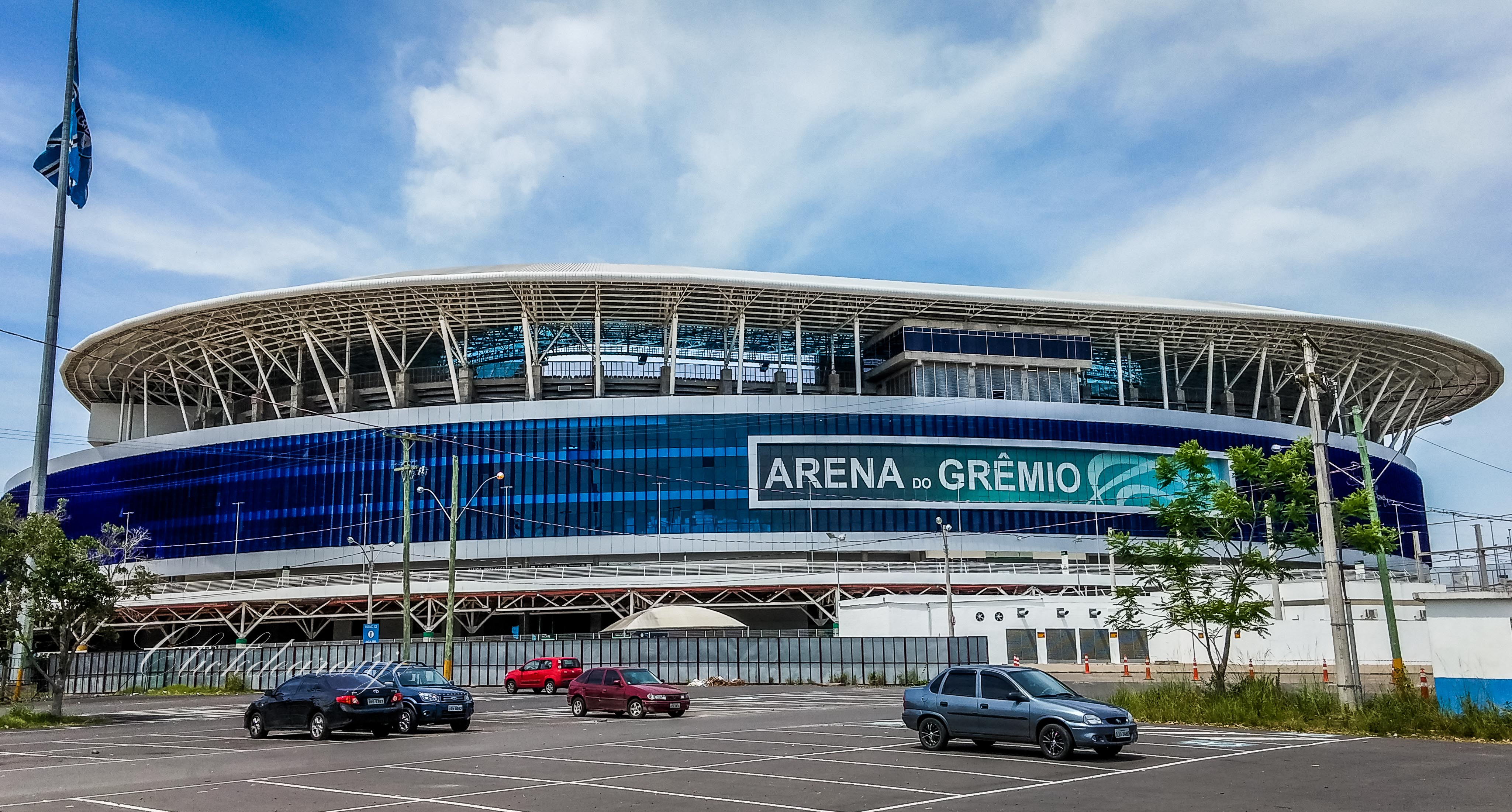
Parte externa do estádio em 2014.

Conforme noticiado pelo Jornal Folha de S. Paulo, muitos foram os benefícios e incentivos que a OAS e o Grêmio ganharam para construir a Arena do Grêmio, a construtora recebeu terrenos originalmente públicos em troca da construção, isenção fiscal, benefícios com leis de zoneamento, além de não precisar remodelar o sistema viário perto do estádio, ação conhecida como mitigação ao impacto de vizinhança. O clube repassou a OAS terrenos que foram doados pela prefeitura de Porto Alegre em 2010. Mesmo não estando diretamente ligado a Copa do Mundo FIFA de 2014, o Grêmio ganhou para a construção da Arena do Grêmio a mesma isenção fiscal que o Estádio Beira-Rio, algo em torno de R$ 30 milhões, tendo como justificativa o uso do local como campo de treinamento.
O Grêmio está próximo de fechar a compra da gestão de sua própria Arena do Grêmio. O Banco do Brasil, único entre os bancos financiadores que não havia aceito a oferta gremista, esta de acordo com as tratativas. O Tricolor criou um modelo de negócio que pagará R$ 2 milhões por mês para os bancos por seis anos. Depois deste período, o valor diminui para R$ 1,5 milhões, o que o clube faz atualmente, por conta do pagamento para que os sócios tenham seus direitos garantidos na nova casa.

### Inundação do estádio em 2024

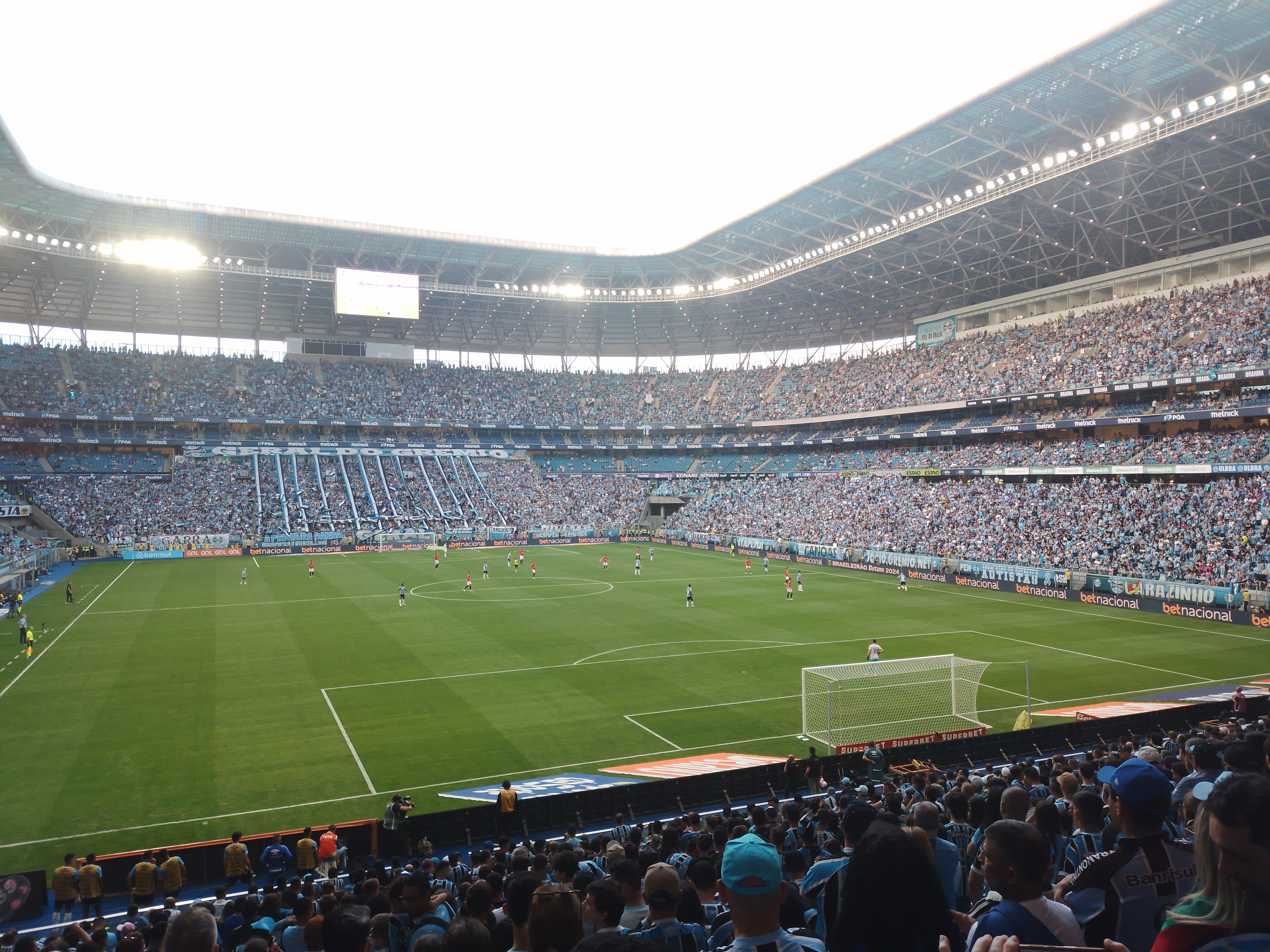
O confronto diante do Atlético Goianiense, pelo Brasileirão 2024, marcou o retorno do estádio com capacidade máxima liberada de público após a inundação.

Durante as Enchentes no Rio Grande do Sul em 2024, a Arena do Grêmio e os bairros nos arredores foram inundados. Cerca de 500 moradores se abrigaram no estádio até serem transferidos para abrigos oficiais, já que não ouvia abastecimento de água ou luz. Ao mesmo tempo, ladrões saquearam a Gremiomania, a loja oficial do Grêmio.
Após quase um mês de inundação, a água baixou, revelando o estrago da enchente no estádio. O gramado foi totalmente secado, enquanto os vestiários, sala de conferência e outras instalações ficaram cheios de barro e lama.
Em 1º de setembro, o retorno dos jogos ao estádio ocorreu com público restrito apenas ao anel inferior devido às obras necessárias para a retomada. Na ocasião, em partida válida pelo Campeonato Brasileiro, a equipe foi superada por 2x3 diante do Atlético Mineiro. A capacidade total só foi restabelecida em 26 de outubro, quando o Grêmio venceu o Atlético Goianiense por 3x1.

### Compra da Arena do Grêmio por Marcelo Marques
Em 11 de julho de 2025, o empresário Marcelo Marques, fundador e presidente do Grupo Marquespan, anunciou a aquisição dos direitos de gestão da Arena do Grêmio por R$ 130 milhões, em um acordo com a Revee e a Arena Porto-Alegrense S.A., empresa criada pela construtora OAS (atualmente Metha) para administrar o estádio.
O valor da negociação foi dividido em R$ 80 milhões pagos à Revee, que detinha dois terços da dívida da construção do estádio, e R$ 50 milhões à Arena Porto-Alegrense, parcelados em nove vezes. Marcelo Marques comprometeu-se a doar a gestão da Arena ao Grêmio sem contrapartidas, qualificando a iniciativa como "um gesto de amor, um gesto de torcedor para torcedor".
A transição da administração deverá ser concluída até dezembro de 2025, com o clube assumindo o controle total do estádio em 2026. A aquisição põe fim a um impasse que perdurava desde a inauguração da Arena em 2012, eliminando o pagamento anual de R$ 20,5 milhões à gestora anterior e possibilitando um aumento de receita anual estimado entre R$ 50 a R$ 100 milhões. Além disso, o Grêmio terá maior autonomia sobre bilheteria, manutenção do gramado e eventos no estádio.

## Estrutura
O estádio tem instalados dois telões, a distância para o gramado é de 10 metros da linha lateral até o primeiro lance de cadeiras, existe fosso, que no futuro poderá ser coberto, a capacidade máxima oficial é de 60.540 pessoas (embora a capacidade permitida atual seja de 56.500 pessoas) e as arquibancadas tem a inclinação máxima permitida pela FIFA, o que impossibilita futuras ampliações. Já uma placa informativa fixada na Arena informa que a capacidade é de 55.225 torcedores.
Todos os lugares são cobertos e com cadeiras (exceto no setor Norte). Há quatro lances de arquibancada: a baixa com cadeiras (inferior), média baixa com poltronas (gold), média alta com camarotes (vip) e a mais alta também com cadeiras (superior). O lance de arquibancadas mais próximo ao campo fica a cerca de 10 metros do gramado, contrastando com os 40,7 do Olímpico Monumental.
A área comercial disponível é de 28.000 m². O Grêmio teve a propriedade da Arena a partir da mudança, mas os direitos de superfície (direito de exploração) serão cedidos à Grêmio Empreendimentos em parceria com a OAS Arenas por um período de 20 anos Haverá 5,6 mil vagas de estacionamento. Também estão previstos escritórios de uso corporativo. O clube também teria direito a receber R$ 7 milhões mais 65% do lucro líquido enquanto o empréstimo do BNDES estiver sendo pago (primeiros 7 a 8 anos).
Após, até completar 20 anos de contrato, o clube receberia R$14 milhões anuais mais 65% do lucro da supracitada. O custo estimado é de R$ 600 milhões, pago pela 55% pelo OAS e 45% por empréstimo junto ao BNDES que será pago pela Arena do Grêmio, a OAS receberá 35% do lucro.
Com o aditivo de 2014, que diminuiu o valor que o clube pagará para os sócios terem direito aos descontos no ingresso de acordo com a sua modalidade, o Grêmio não receberá mais os 7 milhões nos primeiros 8 anos de contrato e nos últimos 12 o valor cairá de 14 milhões para 7 milhões.
O entorno do estádio sera inteiramente da construtora OAS e terá um complexo residencial com 67,6 mil m², 2.130 apartamentos e 2,596 vagas de estacionamento; um centro empresarial com 480 salas em dezenove pavimentos, com estacionamento de 2,492 vagas; um hotel com 180 quartos e 180 vagas no estacionamento; um centro comercial com três pavimentos; um centro de eventos com três pavimentos.
Em 2019, foi inaugurada fora do estádio uma estátua de Renato Gaúcho, um dos maiores ídolos do Grêmio, que foi tanto jogador como treinador do clube.

## Distinções

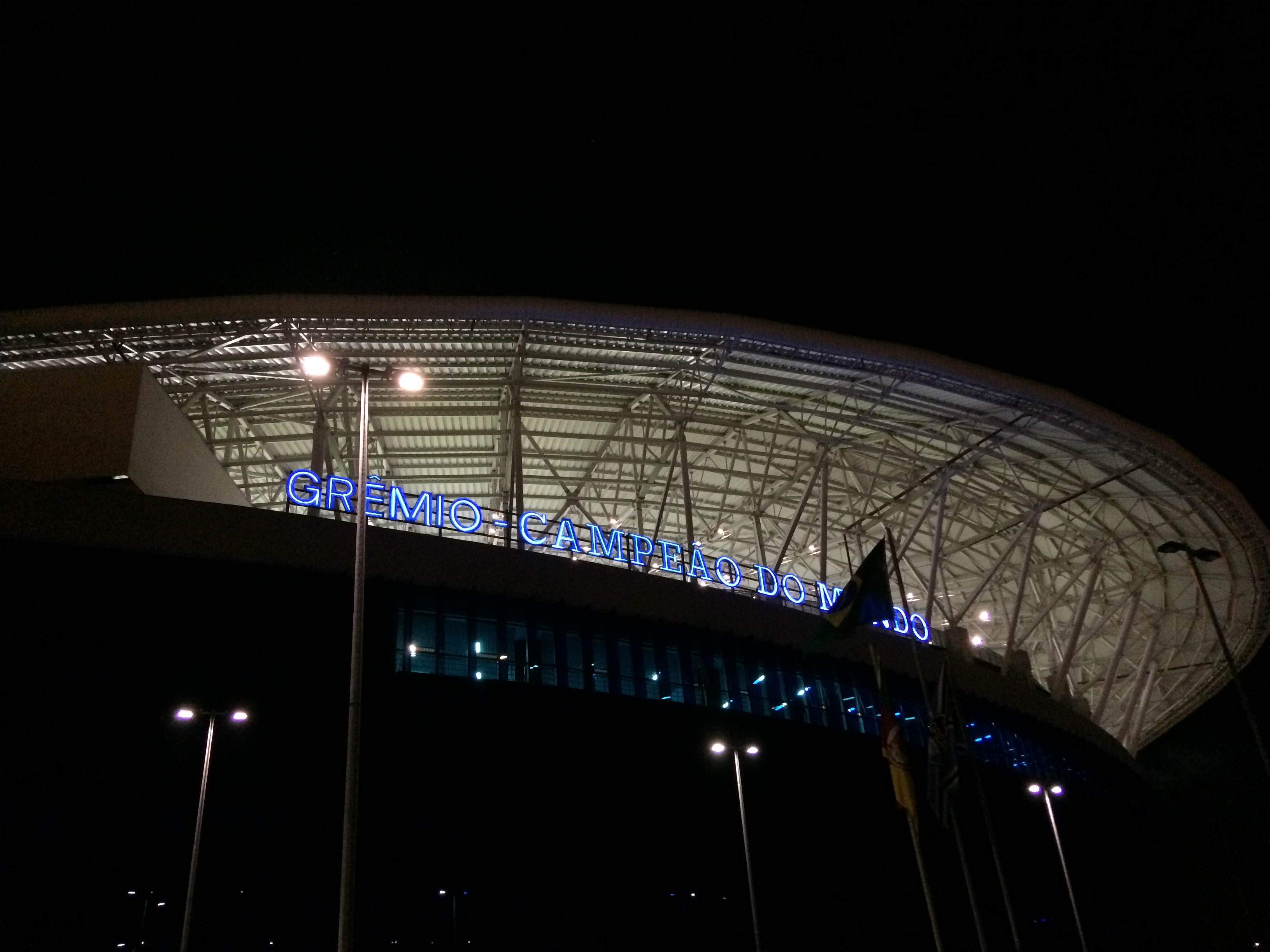
Letreiro "Grêmio Campeão do Mundo" na fachada da Arena do Grêmio

Já no seu primeiro ano, a Arena do Grêmio conquistou importantes distinções internacionais e nacionais. Entre elas, foi eleita o "Stadium of the Year" em uma votação, promovida pelo site StadiumDB.com, com mais de 14 mil torcedores de 86 países que escolheram o melhor estádio inaugurado naquele ano.
Outra grande referência da imprensa ao estádio foi a publicação exibida na revista inglesa Stadia, especializada em Arenas no mundo, e que destacou na edição de janeiro de 2013 a Arena do Grêmio como uma das maiores e mais modernas daquele ano.
Também figurou no ranking dos dez estádios mais bonitos do mundo realizado pelo curso de Engenharia Civil da Universidade Federal de Juiz de Fora, um dos mais renomados do País, em 2013. A cerimônia de inauguração, comparável à abertura de grandes eventos esportivos como Copa do Mundo e Olimpíadas, venceu o Prêmio da Associação Brasileira de Comunicação Empresarial na categoria evento – consolidando nacionalmente o trabalho.

## Estatísticas
- última atualização em 22 de junho de 2019.

- Primeiro jogo oficial: Grêmio 1–0 LDU – válido pela primeira fase da Copa Libertadores 2013.
- Maior goleada na arena: Grêmio 8–0 Aragua, válido pela 3° rodada da Sul-Americana 2021.
- Maior goleada no Campeonato Gaúcho: Grêmio 6–0 Avenida, válido pela 6° rodada do Campeonato Gaúcho 2019 e também pela Recopa Gaúcha de 2019.
- Maior goleada na Libertadores: Grêmio 6–1 Ayacucho, válido pela partida de ida da 2ª fase da Libertadores 2021.
- Maior goleada no Campeonato Brasileiro: Grêmio 5–0 Internacional, válido pela 17ª rodada do Campeonato Brasileiro 2015 e Grêmio 5–0 Sport Recife, válido pela 22ª rodada do Campeonato Brasileiro 2017.
- Maior goleada sofrida: Grêmio 0–4 Flamengo, válido pelo jogo de ida quartas de finais Copa do Brasil 2021.
- Jogo com mais gols: Grêmio 4–5 Fluminense, válido pela 3ª rodada do Campeonato Brasileiro de 2019.
- Primeiro gol olímpico: Douglas - 07 de março de 2015 - Grêmio 3–1 Caxias, válido pela 9ª rodada do Campeonato Gaúcho 2015.
- Gol de número 100: Douglas - 15 de abril de 2015 - Grêmio 2–0 Campinense, válido pela partida de volta da primeira fase da Copa do Brasil de 2015.[58]
- Gol de número 200: Luan - 19 de março de 2017 - Grêmio 1–1 Veranópolis, válido pela 8ª rodada do Campeonato Gaúcho 2017.
- Gol de número 300: Luan - 01 de agosto de 2018 - Grêmio 1–1 Flamengo, válido pela partida de ida das quartas de finais da Copa do Brasil de 2018.
- Gol de número 400:  Luciano - 01 de dezembro de 2019 - Grêmio 3–0 São Paulo, válido pela 36ª rodada do Campeonato Brasileiro de 2019.
- Gol de número 500: Matheus Henrique - 09 de maio de 2021 - Grêmio 2-0 Caxias, válido pela partida de volta das semi-finais do Campeonato Gaúcho de 2021
- Gol mais rápido: Thonny Anderson, 23 segundos em Grêmio 3–0 Novo Hamburgo, válido pela 9ª rodada do Campeonato Gaúcho 2018.[59]

- atualizado pela última vez em 6 de maio de 2021.

## Maiores artilheiros gremistas
| Pos. | Jogador            | Gols | Período          | Posição       | Refs          |
| ---- | ------------------ | ---- | ---------------- | ------------- | ------------- |
| 1º   | Diego Souza        | 55   | 2020-2023        | atacante      | [ 60 ]        |
| 2º   | Everton            | 43   | 2014-2020        | atacante      | [ 60 ] [ 61 ] |
| 3º   | Luan               | 41   | 2014-2019 e 2023 | meia/atacante | [ 60 ] [ 61 ] |
| 4º   | Hernán Barcos      | 28   | 2013-2015        | atacante      | [ 60 ] [ 61 ] |
| 5º   | Ferreira           | 17   | 2019-2023        | atacante      | [ 60 ]        |
| 6°   | Luis Suárez        | 16   | 2023             | atacante      | [ 60 ]        |
| 7°   | Alisson            | 15   | 2018-2021        | atacante      | [ 60 ]        |
| 8º   | Pepê               | 14   | 2017-2021        | atacante      |               |
| 9º   | Pedro Rocha        | 14   | 2014-2017        | atacante      |               |
| 10º  | Lucas Barrios      | 14   | 2017             | atacante      |               |
| 11º  | Martin Braithwaite | 14   | 2024-atualmente  | atacante      |               |

## Estatísticas

### Público do Grêmio em jogos na Arena
| Jogos | Copa Libertadores | Campeonato Brasileiro | Copa do Brasil | Campeonato Gaúcho | Amistosos/Outras Competições | Número de Espectadores | Número de Pagantes | Renda Total (R$) | Renda Média (R$) | Ticket Médio (R$/pag.) |
| ----- | ----------------- | --------------------- | -------------- | ----------------- | ---------------------------- | ---------------------- | ------------------ | ---------------- | ---------------- | ---------------------- |
| 170   | 19                | 90                    | 15             | 40                | 6                            | 4.185.266              | 3.803.489          | 155.334.829,25   | 913.734,29       | 40,84                  |

### Maiores públicos
| Ordem | Público Pagante | Público Total | Mandante | Placar | Visitante              | Data                   | Competição                    | Refs.  |
| ----- | --------------- | ------------- | -------- | ------ | ---------------------- | ---------------------- | ----------------------------- | ------ |
| 1     | 53 888          | 54.158        | Grêmio   | 3–1    | Juventude              | 6 de abril de 2024     | Campeonato Gaúcho de 2024     | [ 62 ] |
| 2     | 52 233          | 55 337        | Grêmio   | 1–1    | Atlético Mineiro       | 7 de dezembro de 2016  | Copa do Brasil de 2016        | [ 63 ] |
| 3     | 51 643          | 51 919        | Brasil   | 3–0    | França                 | 9 de junho de 2013     | Partida amistosa              | [ 64 ] |
| 4     | 51 256          | 55 188        | Grêmio   | 1–0    | Lanús                  | 22 de novembro de 2017 | Copa Libertadores de 2017     | [ 65 ] |
| 5     | 51 065          | 54 128        | Grêmio   | 0–1    | Barcelona de Guayaquil | 1 de novembro de 2017  | Copa Libertadores de 2017     | [ 66 ] |
| 6     | 50 116          | 54 022        | Grêmio   | 0–1    | Corinthians            | 25 de junho de 2017    | Campeonato Brasileiro de 2017 | [ 67 ] |
| 7     | 48 035          | 51 870        | Grêmio   | 0–0    | Internacional          | 12 de maio de 2018     | Campeonato Brasileiro de 2018 | [ 68 ] |
| 8     | 47 687          | 52 363        | Grêmio   | 0–0    | Cruzeiro               | 2 de novembro de 2016  | Copa do Brasil de 2016        | [ 69 ] |
| 9     | 47 622          | 53 287        | Grêmio   | 0–0    | Internacional          | 23 de outubro de 2016  | Campeonato Brasileiro de 2016 | [ 70 ] |
| 10    | 47 584          | 50 517        | Grêmio   | 1–0    | Botafogo               | 20 de setembro de 2017 | Copa Libertadores de 2017     | [ 71 ] |
| 11    | 46 969          | 51 901        | Grêmio   | 2–1    | Hamburgo               | 8 de dezembro de 2012  | Partida amistosa              |        |

### Dez maiores rendas
| Ordem | #   | Data       | Mandante | Placar | Visitante              | Renda (R$)   | Competição                 |
| ----- | --- | ---------- | -------- | ------ | ---------------------- | ------------ | -------------------------- |
| 1     | 1   | 08.12.2012 | Grêmio   | 2 x 1  | Hamburgo               | 8.599.614,00 | Amistoso                   |
| 2     | 171 | 22.11.2017 | Grêmio   | 1 x 0  | Lanús                  | 6.526.427,00 | Copa Libertadores de 2017  |
| 3     | 133 | 07.12.2016 | Grêmio   | 1 x 1  | Atlético Mineiro       | 5.105.964,00 | Copa do Brasil de 2016     |
| 4     | 168 | 01.11.2017 | Grêmio   | 0 x 1  | Barcelona de Guayaquil | 3.370.918,00 | Copa Libertadores de 2017  |
| 5     | 40  | 13.03.2014 | Grêmio   | 0 x 0  | Newell's Old Boys      | 2.404.499,00 | Copa Libertadores de 2014  |
| 6     | 75  | 26.04.2015 | Grêmio   | 0 x 0  | Internacional          | 2.402.081,00 | Gauchão 2015               |
| 7     | 46  | 30.04.2014 | Grêmio   | 1 x 0  | San Lorenzo            | 2.394.936,00 | Copa Libertadores de 2014  |
| 8     | 121 | 14.08.2016 | Grêmio   | 3 x 0  | Corinthians            | 2.378.193,00 | Campeonato Brasileiro 2016 |
| 9     | 164 | 20.09.2017 | Grêmio   | 1 x 0  | Botafogo               | 2.341.147,00 | Copa Libertadores de 2017  |
| 10    | 105 | 09.03.2016 | Grêmio   | 1 x 1  | San Lorenzo            | 2.104.161,00 | Copa Libertadores de 2016  |

### Público por ano
| Ano  | Número de Jogos | Número de Espectadores | Número de Pagantes | Renda Total (R$) | Média de Espectadores | Média de Pagantes | Média de Renda (R$) | Ticket Médio (R$/pag.) |
| ---- | --------------- | ---------------------- | ------------------ | ---------------- | --------------------- | ----------------- | ------------------- | ---------------------- |
| 2013 | 31              | 774.635                | 699.285            | 29.559.205       | 24.988                | 22.558            | 953.523             | 42,27                  |
| 2014 | 31              | 765.262                | 687.389            | 26.019.967       | 24.686                | 22.174            | 839.354             | 37,85                  |
| 2015 | 34              | 857.188                | 787.605            | 28.071.198       | 25.212                | 23.165            | 825.623             | 35,64                  |
| 2016 | 37              | 891.145                | 810.028            | 33.125.609       | 24.085                | 21.893            | 895.287             | 40,89                  |
| 2017 | 36              | 845.131                | 772.253            | 29.959.236       | 23.476                | 21.451            | 832.201             | 38,79                  |
| 2018 | 36              | –                      | 858.880            | 37.204.289       | –                     | 23.857            | 1.033.452           | 43,32                  |
| 2019 | 37              | –                      | 797.619            | 36.676.807       | –                     | 21.557            | 991.265             | 45,98                  |
| 2020 | 5               | –                      | 94.060             | 5.201.891        | –                     | 18.812            | 1.040.378           | 55,30                  |
| 2021 | 6               | 84.303                 | 80.748             | 3.325.340        | 14.050                | 13.458            | 554.223             | 41,18                  |
| 2022 | 27              | 592.515                | 555.504            | 25.337.866       | 21.945                | 20.754            | 938.439             | 45,61                  |

### Média de público pagante por competição anual
| Ano  | Copa Libertadores | Campeonato Brasileiro | Copa do Brasil | Campeonato Gaúcho | Amistosos/Outras Competições |
| ---- | ----------------- | --------------------- | -------------- | ----------------- | ---------------------------- |
| 2013 | 33.580 (5)        | 20.331 (18)           | 33.536 (3)     | 12.963 (5)        | -                            |
| 2014 | 35.577 (4)        | 22.203 (17)           | 28.091 (1)     | 15.504 (9)        | -                            |
| 2015 |                   | 25.249 (19)           | 22.118 (4)     | 19.945 (11)       | -                            |
| 2016 | 34.434 (4)        | 20.445 (19)           | 34.178 (4)     | 11.329 (7)        | 22.607 (3)                   |
| 2017 | 36.276 (7)        | 19.730 (19)           | 29.428 (3)     | 15.143 (8)        | 3.052 (2)                    |
| 2018 | 36.250 (6)        | 22.264 (19)           | 24.238 (2)     | 16.233 (8)        | 40.009 (1)                   |
| 2019 | 36.659 (6)        | 16.647 (19)           | 28.803 (3)     | 19.438 (9)        | -                            |
| 2020 | 49.971 (1)        | -                     | -              | 11.022 (4)        | -                            |
| 2021 | -                 | 13.458 (6)            | -              | -                 | -                            |
| 2022 | -                 | 22.882 (19)           | -              | 15.087 (8)        | -                            |

- Em parênteses, o número de jogos.
- Estatísticas atualizadas em 17/11/2017. Computados os jogos até o de número 170.

## Jogos importantes

### Inauguração

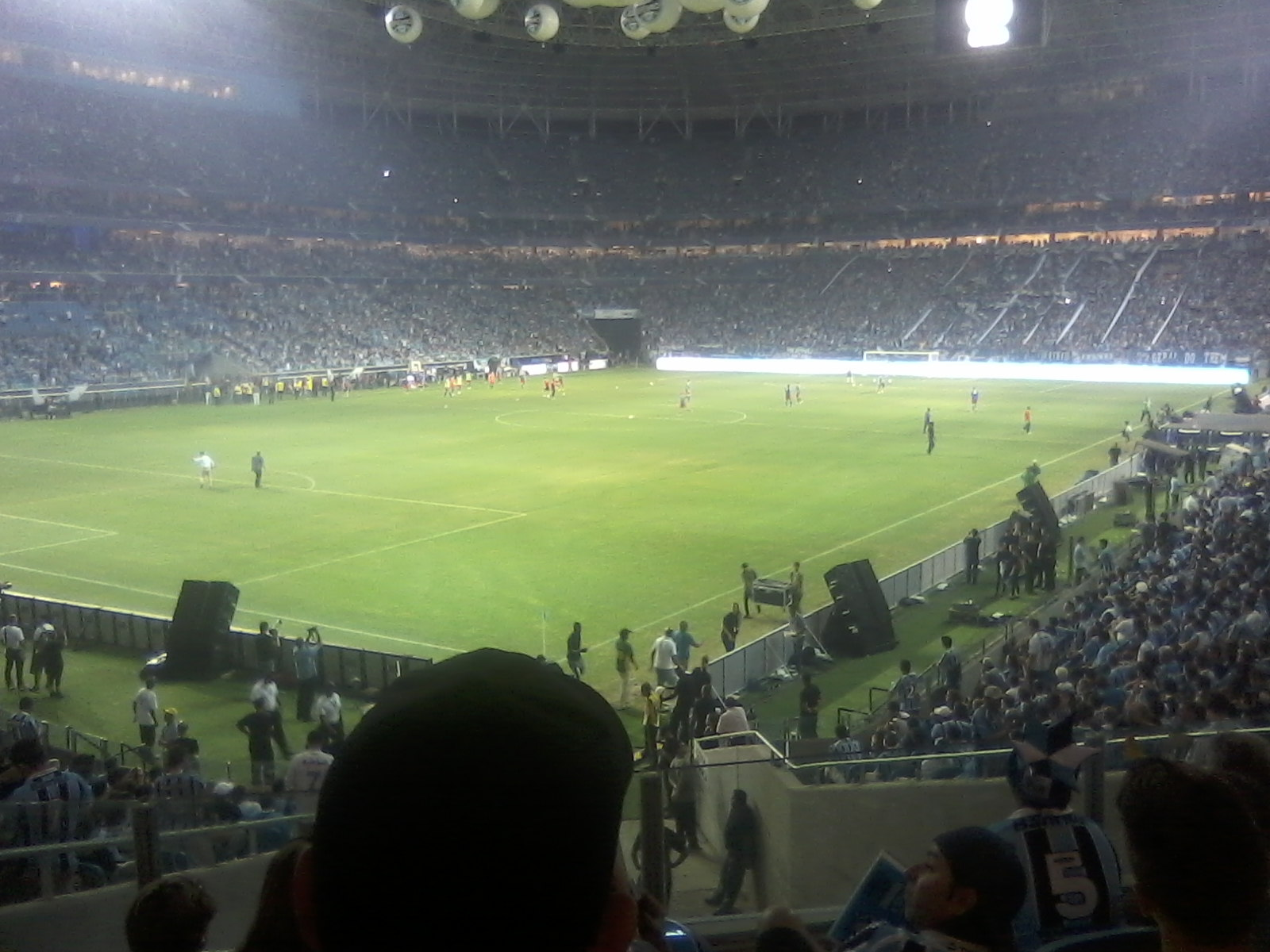
Inauguração da Arena

A celebração de inauguração do novo estádio foi realizada 8 de dezembro de 2012. A principal atração é a partida amistosa entre Grêmio e Hamburgo, mesmo clube que o time gaúcho enfrentou no título da Copa Europeia/Sul-Americana de 1983. Também houve apresentações artísticas e musicais, inclusive com Renato Borghetti e o grupo Blue Man.
| 8 de dezembro de 2012 | Grêmio                             | 2 – 1     | Hamburgo             | Farrapos, Porto Alegre                       |
| 22:00 (UTC-2)         | André Lima 9' · Marcelo Moreno 87' | Relatório | Heiko Westermann 71' | Público: 51 901 Árbitro: PAR Carlos Amarilla |

| Grêmio | Hamburgo |

| G                    | 1  | Marcelo Grohe  |     |     |     |
| LD                   | 31 | Pará           |     |     |     |
| Z                    | 34 | Werley         |     |     | 66' |
| Z                    | 4  | Naldo          |     |     |     |
| LE                   | 29 | Anderson Pico  |     |     | 46' |
| V                    | 17 | Fernando       |     |     | 46' |
| V                    | 5  | Souza          |     |     |     |
| M                    | 7  | Elano          |     |     | 46' |
| M                    | 10 | Zé Roberto     |     |     | 46' |
| A                    | 99 | André Lima 9'  |     |     | 46' |
| A                    | 21 | Leandro        |     | 49' | 65' |
| Substituições:       |    |                |     |     |     |
| LD                   | 32 | Tony           |     |     | 46' |
| V                    | 8  | Léo Gago       |     |     | 46' |
| M                    | 11 | Marco Antônio  |     |     | 46' |
| M                    | 19 | Marquinhos     |     |     | 46' |
| A                    | 9  | Marcelo Moreno | 87' |     | 46' |
| M                    | 27 | Rondinelly     |     |     | 65' |
| Z                    | 26 | Saimon         |     | 89' | 66' |
| Treinador:           |    |                |     |     |     |
| Vanderlei Luxemburgo |    |                |     |     |     |

| G              | 1  | Jaroslav Drobný   |     |     |     |
| LD             | 5  | Jeffrey Bruma     |     |     |     |
| Z              | 20 | Paul Scharner     |     |     |     |
| Z              | 24 | Slobodan Rajković |     |     | 67' |
| LE             | 6  | Dennis Aogo       |     |     | 46' |
| V              | 13 | Robert Tesche     |     | 61' | 68' |
| V              | 22 | Jacopo Sala       |     |     |     |
| M              | 11 | Ivo Iličević      |     | 22' | 81' |
| M              | 8  | Tomás Rincón      |     |     |     |
| A              | 16 | Marcus Berg       |     |     |     |
| A              | 10 | Artjoms Rudņevs   |     |     | 46' |
| Substituições: |    |                   |     |     |     |
| Z              | 4  | Heiko Westermann  | 71' |     | 46' |
| A              | 40 | Heung-Min Son     |     |     | 46' |
| M              | 18 | Tolgay Arslan     |     |     | 67' |
| LD             | 2  | Dennis Diekmeier  |     |     | 68' |
| M              | 25 | Skjelbred         |     |     | 81' |
| Treinador:     |    |                   |     |     |     |
| Thorsten Fink  |    |                   |     |     |     |

### Primeiro grenal da Arena
| 4 de agosto de 2013 | Grêmio           | 1 – 1 | Internacional      | Farrapos, Porto Alegre                                                  |
| 16:00 (UTC-3)       | Barcos 18' (pen) |       | 21' Leandro Damião | Público: 37 434 Público total: 40 054 Árbitro: RS Fabrício Neves Corrêa |

| Grêmio | Internacional |

### Jogos da Seleção Brasileira
| 9 de junho de 2013 | Brasil                                 | 3 – 0     | França | Farrapos, Porto Alegre                                                          |
| 16:00 (UTC-3)      | Oscar 53' · Hernanes 83' · Lucas 90+2' | Relatório |        | Público: 51 643 Público total:55 643 Árbitro: PER Victor Hugo Carrillo Casanova |

| Brasil | França |

| 31 de agosto de 2017 | Brasil                               | 2 – 0         | Equador | Farrapos, Porto Alegre                           |
| 21:45 (UTC−3)        | Paulinho 68' · Philippe Coutinho 76' | FIFA CONMEBOL |         | Público: 38 000 Árbitro: PAR Mario Díaz de Vivar |

| Brasil | Equador |

| 27 de junho de 2019 | Brasil | 0 – 0     | Paraguai | Farrapos, Porto Alegre                     |
| 21:30               |        | Relatório |          | Público: 45 495 Árbitro: CHI Roberto Tobar |

|                                                                    |       | Penalidades                         |  |
| Willian Marquinhos Philippe Coutinho Roberto Firmino Gabriel Jesus | 4 – 3 | Gómez Almirón Valdez Rojas González |  |

| Brasil | Paraguai |

### Grenal do 5 a 0
No dia 9 de agosto de 2015, o Grêmio recebeu o Internacional no histórico clássico Grenal em partida válida pela 17ª rodada do Campeonato Brasileiro daquele ano. Na ocasião, a equipe gremista, comandada por Roger, derrotou o rival por 5 a 0, maior goleada em diferença de gols das últimas décadas no clássico gaúcho.
| 9 de agosto de 2015 | Grêmio                                                     | 5 – 0  | Internacional | Farrapos, Porto Alegre                                                                                    |
| 18:30               | Giuliano 34' · Luan 42', 48' · Fernandinho 75' · Réver 83' | SporTV |               | Público: 42 432 Público total: 46 010 Renda: R$ 1.745.584,00 Árbitro: PA Dewson Fernando Freitas da Silva |

| Grêmio | Internacional |

### Primeiro título do Grêmio na Arena
No dia 7 de dezembro de 2016, na véspera de aniversário da Arena do Grêmio, o Grêmio recebeu o  Atlético Mineiro pela final da Copa do Brasil de 2016. A partida seria realizada no dia 30 de novembro, porém devido ao acidente da Chapecoense no dia 29 de novembro, o jogo foi transferido. Além do primeiro título na Arena, o Grêmio ainda encerrou um duradouro jejum de quinze anos sem título de expressão nacional, sob o comando do ídolo Renato Portaluppi.
| 7 de dezembro de 2016 | Grêmio             | 1 – 1 | Atlético Mineiro   | Farrapos, Porto Alegre                                                                           |
| 21:45                 | Miller Bolaños 88' |       | 90+1' Juan Cazares | Público: 52 233 Público Total: 55 337 Renda: R$ 5.105.964,00 Árbitro: SP Luiz Flávio de Oliveira |

| Grêmio | Atlético-MG |

### Primeiro título internacional do Grêmio na Arena do Grêmio
Em jogo válido pela Recopa Sul-Americana de 2018 no dia 21 de fevereiro de 2018, o Grêmio, campeão da Copa Libertadores da América de 2017 recebeu o Independiente, campeão da Copa Sul-Americana de 2017. O jogo terminou empatado sem gols após o tempo regular e prorrogação, e o clube veio a conquistar o título nos Pênaltis.
| 21 de fevereiro de 2018 | Grêmio | 0 – 0 (pro) | Independiente | Farrapos, Porto Alegre                                                               |
| 21:45                   |        | Relatório   |               | Público: 40 009 Público Total: 42921 Renda: R$ 1.964.449,00 Árbitro: Enrique Cáceres |

|                                 |       | Penalidades                                                    |  |
| Maicon Cícero Jael Everton Luan | 5 – 4 | Fernando Gaibor Maximiliano Meza Domingo Romero Martín Benítez |  |

| Grêmio | Independiente |

### Grenais
| #  | Grenal | Data                   | Torneio                                        | Placar      | Gols Grêmio                                                        | Gols Internacional         |
| -- | ------ | ---------------------- | ---------------------------------------------- | ----------- | ------------------------------------------------------------------ | -------------------------- |
| 1  | 397    | 4 de agosto de 2013    | Campeonato Brasileiro de Futebol de 2013       | 1–1         | Barcos 18'                                                         | Leandro Damião 20'         |
| 2  | 399    | 9 de fevereiro de 2014 | Campeonato Gaúcho                              | 1–1         | Barcos 78'                                                         | Fabrício 44'               |
| 3  | 400    | 30 de março de 2014    | Final - Campeonato Gaúcho                      | 1–2         | Barcos 14'                                                         | Rafael Moura 52' 72'       |
| 4  | 403    | 9 de novembro de 2014  | Campeonato Brasileiro de Futebol de 2014       | 4–1         | Alan Ruiz 75' 81' · Ramiro 48' · Luan 27'                          | Rafael Moura 60'           |
| 5  | 405    | 26 de abril de 2015    | Final do Campeonato Gaúcho de 2015             | 0–0         |                                                                    |                            |
| 6  | 407    | 9 de agosto de 2015    | Campeonato Brasileiro de Futebol de 2015       | 5–0         | Luan 42' 48' · Giuliano 34' · Fernandinho 75' · Réver 83' (contra) |                            |
| 7  | 409    | 6 de março de 2016     | Campeonato Gaúcho de 2016/ Copa Sul-Minas-Rio  | 0–0         |                                                                    |                            |
| 8  | 411    | 23 de outubro de 2016  | Campeonato Brasileiro de Futebol de 2016       | 0–0         |                                                                    |                            |
| 9  | 412    | 4 de março de 2017     | Campeonato Gaúcho de 2017                      | 2–2         | Miller Bolaños 23' · Fernandinho 68'                               | Roberson 55' · Brenner 57' |
| 10 | 414    | 18 de março de 2018    | Campeonato Gaúcho de 2018                      | 3–0         | Everton 45+2' · Jael 62' · Arthur 76'                              |                            |
| 11 | 416    | 12 de maio de 2018     | Campeonato Brasileiro de Futebol de 2018       | 0–0         |                                                                    |                            |
| 12 | 418    | 17 de março de 2019    | Campeonato Gaúcho de 2019                      | 1–0         | Léo Gomes 43' ·                                                    |                            |
| 13 | 420    | 17 de abril de 2019    | Final do Campeonato Gaúcho de 2019             | 0 (3)–(2) 0 |                                                                    |                            |
| 14 | 422    | 03 de novembro de 2019 | Campeonato Brasileiro de Futebol de 2019       | 2–0         | Geromel 33' · Rômulo 78'                                           |                            |
| 15 | 424    | 12 de março de 2020    | Copa Libertadores - Fase de Grupos             | 0–0         |                                                                    |                            |
| 16 | 426    | 5 de agosto de 2020    | Campeonato Gaúcho de 2020                      | 2–0         | Maicon 50' · Isaque 81'                                            |                            |
| 17 | 428    | 3 de outubro de 2020   | Campeonato Brasileiro                          | 1–1         | Pepê 52'                                                           | Thiago Galhardo 84'        |
| 18 | 430    | 3 de abril de 2021     | Campeonato Gaúcho de Futebol de 2021 - Série A | 1–0         | Léo Chú 88'                                                        |                            |
| 19 | 432    | 23 de maio de 2021     | Campeonato Gaúcho de Futebol de 2021 - Série A | 1–1         | Ferreira 52'                                                       | Rodrigo Dourado 84'        |

## Copa América de 2019
| Data        | Hora (UTC-3) | 1ª equipe | Placar        | 2ª equipe | Fase             | Público | Renda (R$)    |
| ----------- | ------------ | --------- | ------------- | --------- | ---------------- | ------- | ------------- |
| 15 de junho | 16:00        | Venezuela | 0 – 0         | Peru      | Grupo A          | 17 482  | 2.400.020,00  |
| 20 de junho | 20:00        | Uruguai   | 2 – 2         | Japão     | Grupo C          | 39 733  | 6.613.630,00  |
| 23 de junho | 16:00        | Catar     | 0 – 2         | Argentina | Grupo B          | 41 378  | 7.897.500,00  |
| 28 de junho | 21:30        | Brasil    | 0 (4) – (3) 0 | Paraguai  | Quartas-de-final | 45 495  | 10.352.430,00 |
| 03 de julho | 21:30        | Chile     | 0 – 3         | Peru      | Semifinal        | 29 895  | 8.305.120,00  |